# Kluki (Łódź)
Kluki is een dorp in het Poolse woiwodschap Łódź, in het district Bełchatowski. De plaats maakt deel uit van de gemeente Kluki en telt 510 inwoners.